# Code: Version 2.0
Code: Version 2.0 é um livro lançado em 2006 por Lawrence Lessig, escritor norte-americano e professor na faculdade de direito de Harvard. Este livro foi montado a partir de uma wiki colaborativa, criada para a atualização de seu primeiro livro, Code and Other Laws of Cyberspace. Ambos o livro e o texto da wiki foram licenciados sob a licença Creative Commons Attribution-ShareAlike 2.5 Licence, e todos os royalties foram dedicados à Creative Commons.

## Temática
Em seu primeiro livro, Code and Other Laws of Cyberspace, Lessig argumenta que a crença comum de que ciberespaço não pode ser regulado, que em sua essência é imune ao controle govermanental e de qualquer outro órgão, está errada. Ele defende que o ciberespaço não possui uma "natureza", apenas o código e a arquitetura que o define, e que por isso ele pode ser um espaço tanto livre quanto altamente regulado, até mais do que nosso espaço real. Portanto é preciso focar também no trabalho dos técnicos, não apenas no dos legisladores, quando a intenção for definir regras para este ambiente ou proteger o ciberespaço e a internet de certas formas de regulamentação. Este primeiro livro foi publicado em 1999.
Neste livro a temática se mantém, uma vez que o mesmo se trata de uma atualização do trabalho original do autor, não um "trabalho novo", como ele mesmo diz no prefácio. A premissa básica é que o código por trás da tecnologia implementa a regulação, e ele pode limitar nossa experiência na internet tanto quanto o governo e suas leis. Esta falta de transparência do poder do código pode ser problemática do ponto de vista da liberdade individual, pois o código pode ser utilizado como ferramenta para subverter valores públicos, para ganhos comerciais ou potíticos, sem que ninguém tenha consciência de tal abuso.

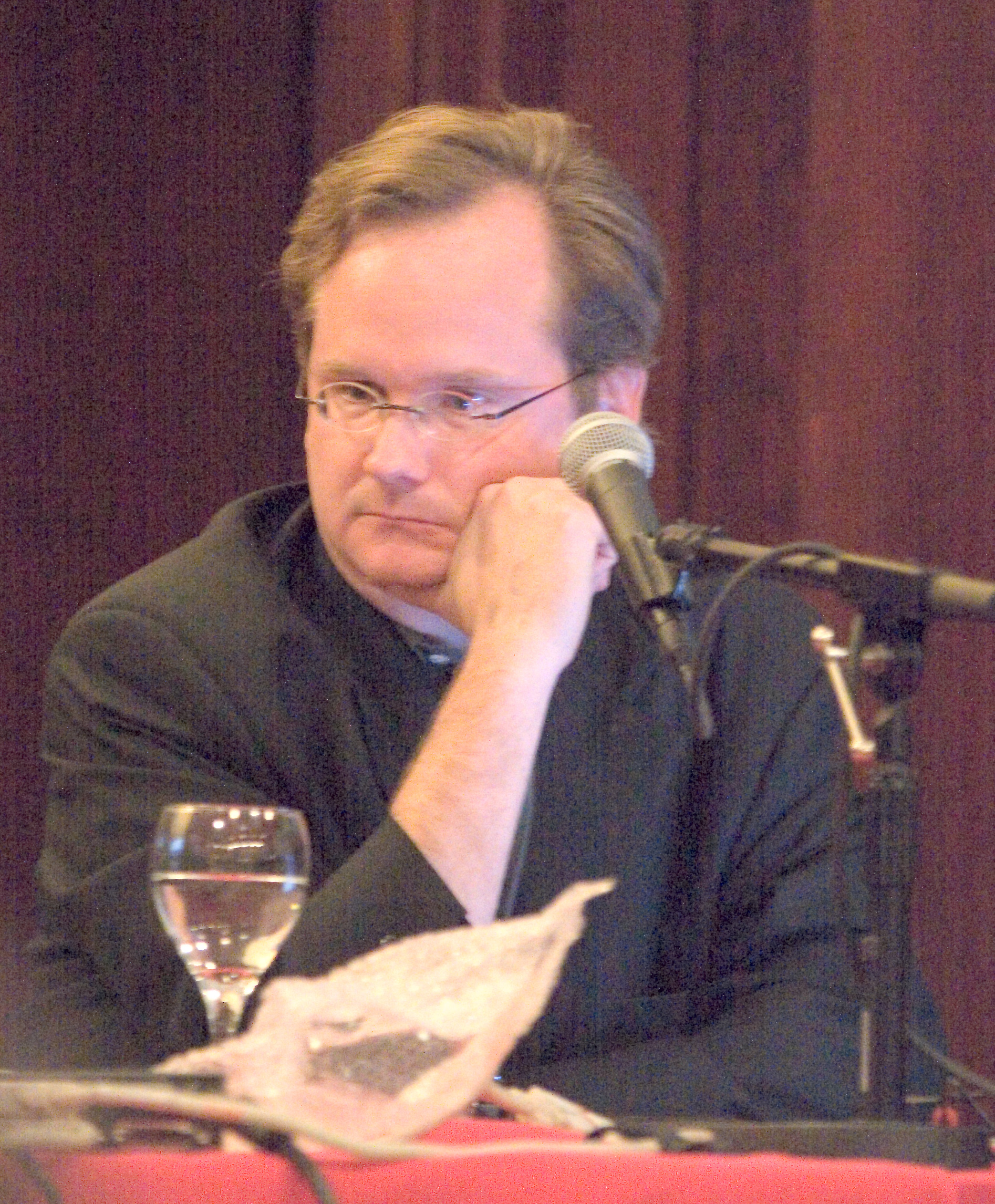
Lawrence Lessig

Quando Lessig dá o seu diagnóstico deste problema, em seu primeiro livro, ele visiona uma intervenção profunda que afetaria apenas o código, em vias de posicionar suas funções sob as regras da lei. Os protocolos da internet permaneceriam sem ser afetados. Em suas próprias palavras:
When I speak about regulating the code, I'm not talking about changing these core TCP/IP protocols...In my view these components of the network are fixed. If you required them to be different, you'd break the Internet. Thus rather than imagining the government changing the core, the question I want to consider is how the government might either (1) complement the core with technology that adds regulability, or (2) regulate applications that connect to the core.— Lawrence Lessig Code and Other Laws of Cyberspace (em inglês)
Na versão 2.0 ele fala com perspectiva sobre suas intenções ao falar sobre regulamentação feita pelo governo:
When I wrote the first version of this book, I certainly expected that the government would eventually take these steps. Events since 1999 —including the birth of Z-theory described below—have only increased my confidence. In the United States, the identification of “an enemy”—terrorism—has weakened the resolve to resist government action to make government more powerful and regulation more effective. There's a limit, or at least I hope there is, but there is also no doubt that the line has been moved. And in any case, there is not much more that the government would need to do in order to radically increase the regulability of the net.— Lawrence Lessig Code Version 2.0 (em inglês)
Os planos específicos de Lessig de como atingir esta função são então detalhados quando ele descreve o conceito de "identity layer", que permitiria o desígnio e a consulta da jurisdição a qual todo usuário online estaria sujeito. Assim os protocolos seriam enriquecidos para permitir que propriedades do usuário sejam certificadas sem revelar a identidade completa do mesmo, e seu acesso seria restrito às jurisdições as quais ele está sujeito.
Apesar da temática, o livro não se prende a nenhum ponto de vista político, nem tenta empurrar um conjunto particular de valores. Ele se propõe a introduzir e defender um modo de entender regulamentação no ciberespaço. O próprio Lessig define as conclusões de seu livro como ecléticas, e no final descreve como a arquitetura que está surgindo vai permitir a regulamentação local do comportamento online.

## O livro
O livro se divide em cinco partes, que seguem seu argumento. Ele começa com "regulability", onde ele fala da irregulabilidade da internet e, em contra-partida, da capacidade do código de implementar uma regulação que pode estar em acordo com vários aspectos diferentes. Então ele entra na segunda parte, "Regulation By Code", onde ele explora o modo de regulamentação através da arquitetura da internet como um passo para se entender de maneira sistemática a interação entre tecnologia e política.
Na terceira parte do livro, chamada "Latent Ambiguities", entram três áreas sociais e políticas que serão afetadas pelas mudanças apontadas até o momento: propriedade intelectual, privacidade e liberdade de expressão. Ao identificar os valores relevantes destas áreas, o autor destaca as ambiguidades que ele caracteriza como latentes e que requerem escolhas entre concepções diferentes do valor em jogo.
Na quarta parte, "Competing Sovereigns", Lessig aborda os conflitos entre soberados no ciberespaço. De acordo com ele, estes conflitos serão o fator gerador mais importante para o futuro da internet, e eles irão pressionar os governos a criar uma a arquitetura que tornará a internet mais regulamentada. <ref="socialtext"/>. Ele aborda estes conflitos em dois passos, com as seguintes questões:
The first chapter in this Part addresses the question of sovereignty independently of the question of conflict. What does sovereignty mean? How is it manifest? The next chapter then focuses upon the particular dynamic that the conflict among sovereigns will create.— Lawrence Lessig Code Version 2.0 (em inglês)
Finalmente na última parte, chamada "Responses", ele resume as quatro partes anteriores tendo um mesmo objetivo: mostrar que existem escolhas a serem tomadas e que estas escolhas irão afetar fundamentalmente os valores construídos na internet. Então ele propões um último questionamento: se somos capazes de tomar estas escolhas. Ele apresenta seu argumento de que não estamos prontos:
We have so completely passed off questions of principle to the judicial branch, and so completely corrupted our legislative process with the backhand of handouts, that we confront this moment of extraordinary importance incapable of making any useful decisions. We have been caught off-guard, drunk on the political indulgence of an era, and the most we may be able to do is stay on our feet until we have time to sober up.— Lawrence Lessig Code Version 2.0 (em inglês)

## Dedicatória
Este livro foi dedicado à Wikipedia, com as palavras:
Dedicated to Wikipedia, the one surprise that teaches us more than everything here.— Lawrence Lessig Dedicatória da versão em .PDF de Code Version 2.0 (em inglês)

## Colaboração
Code: Version 2.0 foi criado de maneira colaborativa a partir do uso de uma wiki, a SocialText. Ela foi desenvolvida por Lessig e um grupo de alunos de direito de Stanford, com a ajuda da JotSpot que portou o primeiro livro para wiki. Ela permitiu e encorajou as pessoas a editar o material original, adicionando novas ideias, perguntas ou críticas.. Nas palavras do próprio Lessig, escritas em seu website:
My aim is not to write a new book; my aim is to correct and update the existing book. But I’m eager for advice and expert direction. (...) No one can know whether this will work. But if if does, it could be very interesting.— Lawrence Lessig lessig.org (em inglês)
A editora Basic Books concordou com o projeto colaborativo e lançou o que chamou de "primeiro revisão editada-por-leitores de um livro popular"  em 2006. O livro foi publicado sob os termos da licença Creative Commons Attribution-ShareAlike 2.5 Licence, e o dinheiro arrecadado com as vendas da versão impressa foi direcionado ao suporte ao desenvolvimento de software livre e documentação.